# Nearctopsylla hyrtaci
Nearctopsylla hyrtaci är en loppart som först beskrevs av Rothschild 1904.  Nearctopsylla hyrtaci ingår i släktet Nearctopsylla och familjen mullvadsloppor. Inga underarter finns listade i Catalogue of Life.